# بانتسير-إس1
بانتسير-اس1 (بالروسية:Панцирь-С1، لقب تعريف الناتو: SA-22 Greyhound) هو نظام دفاع جوي ارض-جو قصير ومتوسط المدى، روسي الصنع صمم من قبل مكتب صناعة الأجهزة (KBP Instrument Design Bureau) وهو تطوير لنظام تنغوسكا (Tunguska) كان المشروع في البداية موجها للقوات الروسية، لكن التطوير توقف لسنوات بسبب قلة الموارد ثم أعيد إطلاق المشروع بعد طلب من الإمارات العربية المتحدة التي تبنت تمويل مشروع التطوير سنة 2000 وطلبت تزويدها ب 50 نموذج فانطلق المشروع مرة أخرى لتلبية الطلب الإماراتي الذي تعزز بطلبات من دول أخرى كالجزائر وسوريا.

## التصميم
النظام مصمم لحماية المنشآت المدنية والعسكرية المختلفة أو لتغطية الأنظمة الصاروخية المضادة للجو المتوسطة والبعيدة المدى، مثل أس - 300 وأس - 400 لذلك فهو قادر على مجابهة جميع أنواع التهديدات المعادية سواء كانت طائرات مقاتلة، مروحيات، طائرات دون طيار أو صواريخ كروز ويمكنه تدمير الأهداف البرية والبحرية ذات الدرع الخفيف، وذلك على مديات تصل إلى 20 كم وارتفاع حتى 15 كم.
النظام بوسعه إطلاق النار في حالة الحركة والتوقف وبإمكانه متابعة 20 هدف في وقت واحد وإطلاق الصواريخ على 4 منها. وتصل سرعة الصاروخ إلى 1300 م/ث.
يمكن تنصيب النظام في وضعيات ثابتة تماما، كما يمكن تنصيبه على عربة مدولبة أو مجنزرة وذلك حسب رغبة العميل.

## التطوير
بدأ مشروع تطوير البانتسير سنة 1990 ليستخلف نظام تانغوسكا وتم الانتهاء من النسخة التجريبية سنة 1994 وتم عرضها في معرض ماكس-1995(MAKS-1995)، لتتوقف عمليات التطوير بعد ذلك للحالة السيئة للاقتصاد الروسي. ومع حلول سنة 2000 انطلق المشروع مرة أخرى بعد تبني دولة الإمارات العربية عملية تمويله.و تمت إعادة تطويره بنصب رادار جديد ذو مدى أكبر وقادر على تتبع عدد من الأهداف في آن واحد، وتزويده بشاشات LCD وكمبيوتر جديد ذو وقت رد فعل اسرع.

## العمليات
الميزة المحددة لنظام بانستير أس-1 هو المزيج بين الفرقة المتعددة لاكتساب الهدف ونظام التتبع بالتزامن مع الجمع بين الصاروخ ومدفع التسلح لخلق منطقة اشتباك مع الهدف يصل مداه من ارتفاع 5 متر وعلى بعد 200 متر حتى ارتفاع 10 كم وعلى بعد 20 كم، حتى من دون دعم خارجي.

### الوسائط
يمكن استخدام نظام وصلة البيانات الرقمية تصل إلى ستة مركبات بانتسير أس-1 قتالية تعمل في أوضاع مختلفة.

### النماذج
- نموذج بانستير أس من عام 1994، بنيت على شاحنة 8x8 الأورال-5323.
- بانستير أس-1 الفعلية بنيت على شاحنة 8x8 كاماز-6560 تي38 مع قدرة 400 حصان.
- بانستير أس-1 الإمارات العربية المتحدة بنيت على شاحنة 8x8 مان أس إكس -45 الألمانية.
- يقترح أيضا بانستير أس-1 أن تكون مبنية على شاحنة أم زاد كي تي-7930 البيلاروسية مع 680 حصان من شركة «مصنع مينسك للعجلات والجرارات».
- KBP قدم البديل الثابت بوضعه في حاويات قادرة على تركيبها على ظهر السفن الحربية.

|                                      |                             |
| بانتسير على عربة BAZ-6306-1 Cire MAN | بانتسير على عربة KamAZ-6560 |

### التسليح
يعتمد تسليح نظام بانتسير على 12 ماسورة تحمل صواريخ من نوع 57E6 (النسخة التصديرية 57E6-E) مع مدفعين ذاتيين ثنائيين من نوع 2A38M مضادين للطيران عيار 30 ملم.
مواصفات صاروخ 57E6-E :
- النوع : صاروخ اسرع من سرعة الصوت
- السرعة القصوى : 1300 م/ثا
- السرعة عند مدى 18 كم : 780 م/ثا
- السرعة القصوى للهدف : 1000 م/ثا
- مدى الهدف : 1.2-20 كلم
- ارتفاع الهدف : 5-15 كلم
- وزن الرأس الحربي : 20 كلغ
- وزن الرأس المتفجر : 5.5 كلغ

مواصفات مدفع ثنائي 2A38M :
- النوع : مدفع مضاد للطيران
- العيار : 30 ملم
- قوة النيران : 2500 طلقة/دقيقة (لكل مدفع)
- المدى : 200-4000 م
- الارتفاع : 0-3000 م

## نظام متعدد الاستشعار

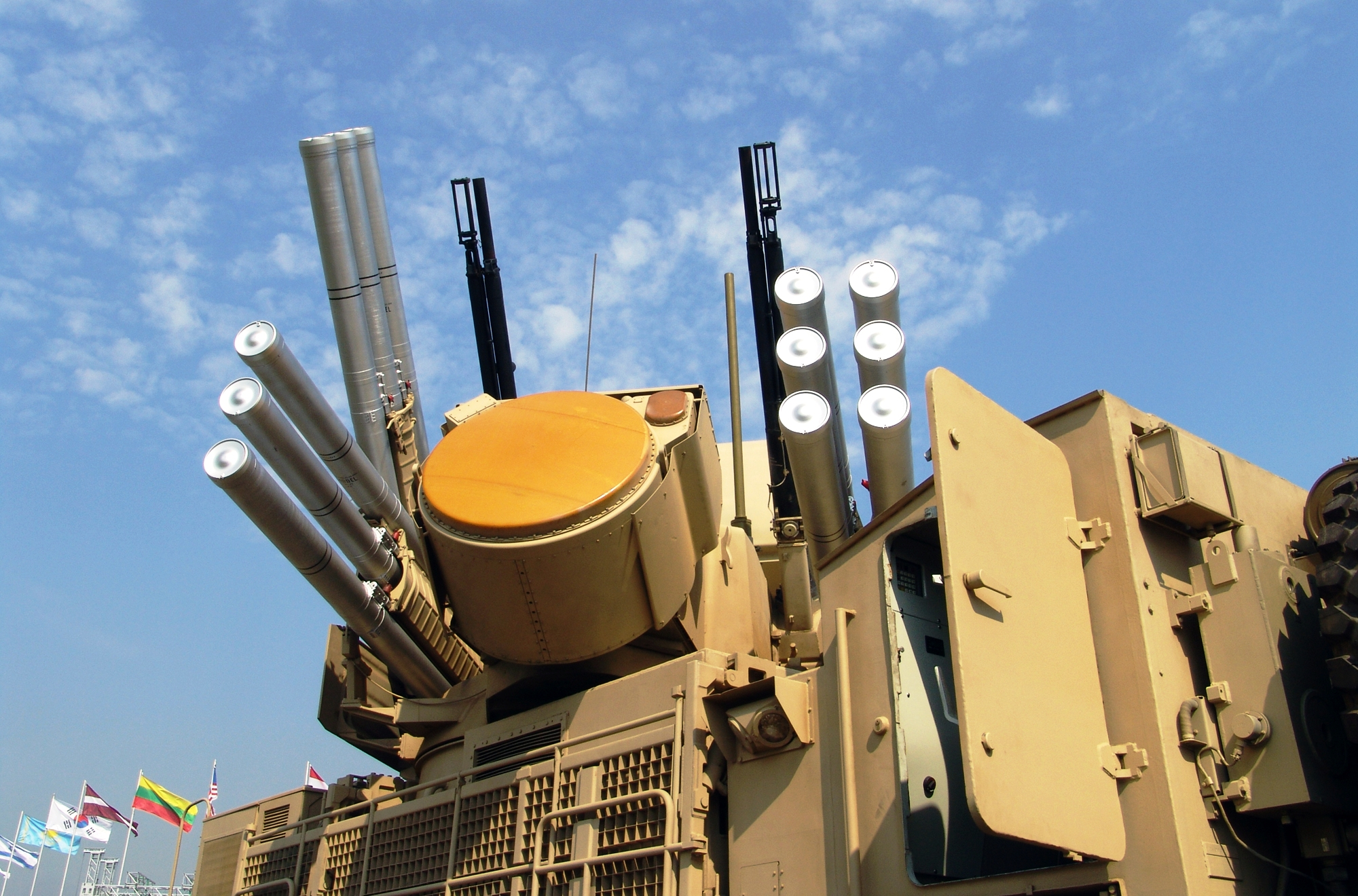
نظام الأسلحة لنظام بانستير أس-1. في المركز رادار EHF مراحل التتبع، مدفعي 2A38M التلقائي المضاد للطائرات و12 حاوية إطلاق صواريخ أرض-جو 57E6-E الموّجه.

| رادار تقفي الهدف: - النوع: مجموعة مراحل - التغطية: 360° - الحد الأقصى لنطاق الكشف: لا يقل عن 32 كم، تصل إلى 36 كم. - الطور: تردد فوق العالي. رادار تتبع الهدف: - النوع: مجموعة مراحل. - التغطية: مخروط 45°+/-. - الحد الأقصى لنطاق الكشف: لا يقل عن 24 كم، تصل إلى 28 كم. - عدد الأهداف الممكن تتبعه في وقت واحد:20 - الحد الأقصى لعدد الأهداف الممكنة ان تحدد في وقت واحد:3 - الحد الأقصى لعدد الصواريخ الممكنة ان يتحكم فيها في وفت واحد:4 - الطور: تردد فائق العلو. - نظام ت.ص.ع: منفصلة أو متكاملة بناء على طلب المتعامل. | نظام الحكم الضوئي الذاتي: - النوع: الكشف، التحديد التلقائي وتتبع الأهداف الجوية والبرية. - طور تتبع الهدف: أشعة تحت الحمراء 3-5 μm. - طور توطين الصاروخ: أشعة تحت الحمراء 0.8-0.9 μm. - عدد الأهداف الممكن تتبعه في وقت واحد:1 - الحد الأقصى لعدد الأهداف الممكنة ان تشارك في وقت واحد:1 - الحد الأقصى لعدد الصواريخ الممكنة ان يتحكم فيها في وفت واحد:1 نظام: - الحد الأقصى لعدد الأهداف الممكنة ان تشارك في وقت واحد:4 (ثلاثة بواسطة الرادار، واحد بـEO). - معدل الحد الأقصى لعدد الأهداف المشاركة:10 في الدقيقة. - الطاقم:1-2 مشغلي نظام الدفاع الجوي وسائق. - توقيت رد الفعل:4-6 ثواني (بما في ذلك تحديد الهدف واطلاق الصاروخ الأول)، 1-2 ثواني للمدفع المشاركة. |

## المستخدمون

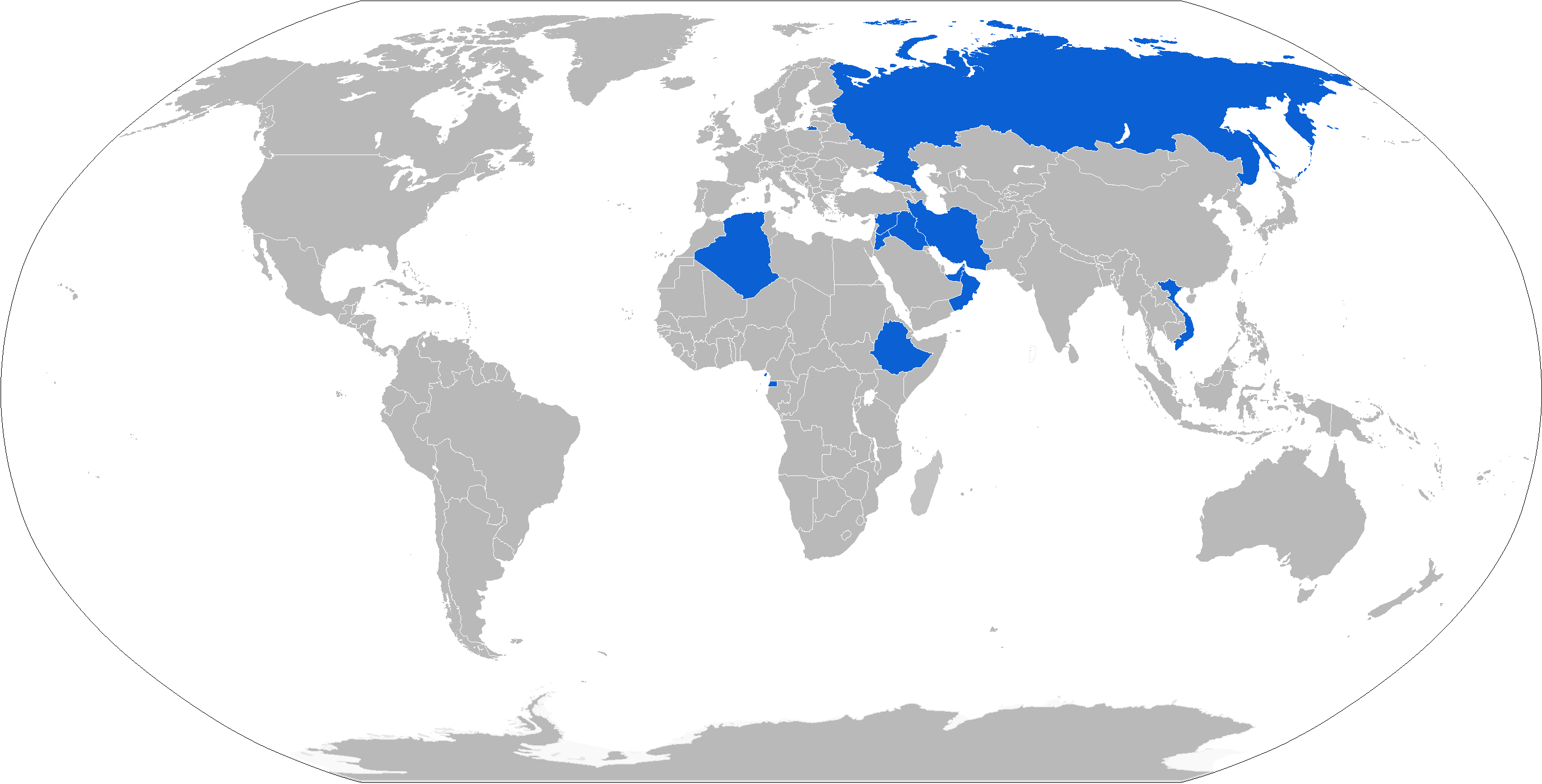
خريطة مشغلي بانتسير-S1 باللون الأزرق

- السعودية أفادت تقارير أن السعودية أصبحت الدولة الثالثة في الشرق الأوسط التي تحصل على نظام الدفاع الجوي قصير المدى “Pantsir-S1M” الذي طورته روسيا . [2][3]
- الجزائر :38 منظومة بانتسير، وقع العقد في مارس 2006، كجزء من صفقة اسلحة قيمتها 8 ملايير دولار$.
- الإمارات العربية المتحدة : 50 نظام تمت طلبه سنة 2000، بدأ التسليم سنة 2007 وانتهى سنة 2011.
- البرازيل : كانت البرازيل وروسيا في نقاش منذ أوائل عام 2013 بشأن شراء البرازيل ثلاث بطاريات (18 قاذفة) بقيمة 1 مليار $ دولار
- إيران : ما يصل إلى 10 مركبات اعتبارا من 2012.الطلبية معلقة بسبب حظر الأسلحة الدولي.
- الأردن : أفيد أن الأردن قدمت طلبية لعدد غير معلوم من الأنظمة.[4] روسيا اليوم ذكرت الأردن بأنها تحصلت على البانتسير-S1
- عُمان : ما يصل إلى 12 مركبة اعتبارا من عام 2012.
- روسيا : يتم ادخال النظام تدريجيا لخلافة نظام تنغوسكا.
- سوريا : 50 نظام تم طلبهم سنة 2006، بدأ التسليم سنة 2007.
- العراق : 48 نظام طلبه العراق من روسيا سنة 2014 ووصلت جميعها ودخلت الخدمة.
- فيتنام : وقد أظهرت بعض الصور غير مؤكدة استشهد على صحيفة الشعب اليومية الصينية نظام بانتسير-S1 الذي يزعم أن يتم تشغيلها من قبل الجيش الفيتنامي.[5]